# Phléine
Les phléines, ou lévanes, sont des molécules de type polysaccharides présentes chez les plantes de la famille des Poaceae. Ce sont des fructanes non ramifiés, analogue à l'inuline des dicotylédones, constitués d'une chaîne de molécules de fructose attachée à une molécule de saccharose qui sert d’accepteur initial. Ce sont des substances de réserve qui se concentrent dans certains organes (rhizomes et entrenoeuds des tiges).